# Bażyny (gromada)
Bażyny – dawna gromada, czyli najmniejsza jednostka podziału terytorialnego Polskiej Rzeczypospolitej Ludowej w latach 1954–1972.
Gromady, z gromadzkimi radami narodowymi (GRN) jako organami władzy najniższego stopnia na wsi, funkcjonowały od reformy reorganizującej administrację wiejską przeprowadzonej jesienią 1954 do momentu ich zniesienia z dniem 1 stycznia 1973, tym samym wypierając organizację gminną w latach 1954–1972.
Gromadę Bażyny z siedzibą GRN w Bażynach utworzono – jako jedną z 8759 gromad na obszarze Polski – w powiecie braniewskim w woj. olsztyńskim na mocy uchwały nr 11 WRN w Olsztynie z dnia 4 października 1954. W skład jednostki weszły obszary dotychczasowych gromad Bażyny, Bogatyńskie i Drwęczno oraz miejscowości Krzykały, Lejławki Małe i Tawty z dotychczasowej gromady Krzykały ze zniesionej gminy Bażyny w tymże powiecie. Dla gromady ustalono 12 członków gromadzkiej rady narodowej.
1 stycznia 1960 do gromady Bażyny włączono wsie Ostry Kamień, Chwalęcin, Osetnik i Lejławki Wielkie oraz osady Giedawy i Augustyny ze zniesionej gromady Chwalęcin w tymże powiecie.
1 stycznia 1969 do gromady Bażyny włączono:
- obszar o powierzchni 3 ha (leżący między PGR Stolno a szosą Morąg-Orneta a stykiem granic powiatów morąskiego i braniewskiego) z gromady Miłakowo w powiecie morąskim w tymże województwie;
- obszar o powierzchni 19 ha (znajdujący się przy granicy lasów państwowych Nadleśnictwa Młynary i wsi Dębiny i Bardyny) z gromady Wilczęta w powiecie pasłęckim w tymże województwie;
- obszar o powierzchni 8,23 ha (leżący między wsiami Łępno, Olkowo i Niekwitajny) oraz obszar o powierzchni 5,88 ha (graniczący z PGR Podągi) z gromady Dobry w powiecie pasłęckim w tymże województwie[9].

1 stycznia 1972 do gromady Bażyny włączono tereny o powierzchni 413 ha z miasta Orneta w tymże powiecie; z gromady Bażyny wyłączono natomiast część obszaru PGR Karkajny (26 ha), włączając ją do Ornety. Równocześnie gromadę Bażyny zniesiono (formalnie 22 grudnia 1971), a jej obszar włączono do gromady Orneta w tymże powiecie.